# Oxyzygonectes dovii
El Pez de ojos blancos, Oxyzygonectes dovii, es un especie de killi de la familia Anablepidae. Esta especie es el único miembro de su género Oxyzygonectes y la subfamilia Oxyzygonectinae.
Esta especie de pez se encuentra en drenajes Pacíficos  en Nicaragua, Costa Rica y Panamá.
O. dovii no tiene gonopodio como los demás miembros de su familia. Las aletas dorsal y anal son colocados posteriormente justo antes del pedúnculo caudal y muy por detrás de la sección central. El llegar a una longitud máxima de unos 15 centímetros (6 pulgadas) TL.
Muchos de estos peces habitan en aguas salobres. Se encuentran en ríos de baja altura, hasta 15 metros (50 pies) por encima del nivel del mar. Estos peces se alimentan de detritus, algas, y algunas veces en los insectos terrestres.
A pesar de que ocurre en los estuarios, que se cría en agua dulce. Esta especie no es un killi de temporada. O. dovii ha sido criado en cautividad.